# کاله وسترلوند
کاله وسترلوند (فنلاندی: Kalle Westerlund; ۲۲ سپتامبر ۱۸۹۷ – ۱۱ فوریهٔ ۱۹۷۲) کشتی‌گیر اهل فنلاند بود.